# Carmen de bello saxonico
Carmen de bello saxonico (Lied vom Sachsenkrieg) ist eine hexametrische Dichtung über die Auseinandersetzungen Heinrichs IV. mit den Sachsen.
Das Gedicht beschreibt in drei Büchern von insgesamt 757 Hexametern die ersten Jahre des sächsischen Aufstandes bis zur endgültigen Unterwerfung der aufständischen Sachsen in Spier im Oktober 1075. Das Carmen ist in seiner Darstellung räumlich auf den Harzraum begrenzt. Das erste Buch behandelt die Gesetzlosigkeit, die in Sachsen während der Minderjährigkeit Heinrichs IV. herrschte. Das Carmen verdeutlicht, dass diese Zustände den König zum Eingreifen in Sachsen veranlasst haben. Es habe in dieser Zeit keinen Respekt vor dem Gesetz, keinen Unterschied zwischen Recht oder Unrecht gegeben. Nach dem Recht des Stärkeren sei den Kirchen, Armen, Witwen und Waisen mit Gewalt ihr Eigentum genommen. Als Erwachsener habe Heinrich Recht und Ordnung wiederhergestellt und den Geschädigten das Geraubte zurückgegeben. Dieses Durchgreifen habe bei den Sachsen Furcht und Schmerz hervorgerufen, so dass sie sich zum Krieg gegen den König entschlossen hätten. Das zweite Buch schildert, wie Heinrich im Herbst 1073 ein Reichsheer sammelt und mit einem kleinen Heer gegen das zahlenmäßig größere sächsische Heer zieht. Der königliche Feldzug wird als ein glänzender Erfolg gefeiert. Nicht erwähnt wird, dass Heinrich sich zu einem Vertrag verpflichten musste, in dem er weitgehend die Forderung der Sachsen auf Zerstörung der Burgen zu erfüllen hatte. Das dritte Buch überliefert die Zerstörung der Harzburg durch die Sachsen im März 1074, die als ein unrechtmäßiges und verbrecherisches Unterfangen präsentiert wird. Es folgt der königliche Sieg in der Schlacht an der Unstrut und die Unterwerfung der Sachsen. Das Buch endet mit einer Mahnung an den König, gegenüber den Besiegten Milde walten zu lassen. Der Verfasser übernimmt uneingeschränkt die königliche Sichtweise. Von Beginn des Carmen wird der König als ideale Verkörperung christlicher Herrschertugenden präsentiert. Durch pietas und virtus, die er von seinen Vorvätern übernommen hat, steht er allen voran. Die Sachsen werden als zügellos und friedensbrecherisch oder ähnlich negativ geschildert. Jeder Erfolg der Sachsen beruht auf List und Verbrechen oder wird gänzlich verschwiegen. Der König hingegen siegt immer und Niederlagen werden übergangen.
Der unbekannte Verfasser verwendete besonders Vergil, aber auch Lukan und Horaz. Er kannte Ovid und Sedulius und seine Verse weisen Anklänge an Venantius Fortunatus und den Poeta Saxo auf. Außer einer offenkundigen Nähe zum königlichen Hof gibt es in den Versen keine direkten Hinweise zum Verfasser. Vermutungen von Albert Wilhelm Pannenborg der Verfasser des Carmen wäre mit Lampert von Hersfeld zu identifizieren, wurden schnell widerlegt. Wilhelm Gundlach hielt Gottschalk von Aachen für den Verfasser sowohl des Carmen als auch der Vita Heinrici IV. imperatoris. Gundlach konnte sich mit seiner Interpretation, dass Gottschalk von Aachen der Verfasser wäre, nicht durchsetzen. Mittlerweile gilt es als gesichert, dass der Verfasser des Carmen mit der allerdings erst drei Jahrzehnte später verfassten Vita Heinrici IV. imperatoris identisch ist. Aufgrund der genauen Kenntnis der Verhältnisse in Sachsen und seiner das Carmen durchziehenden Absicht, den König milde zu stimmen, ist es möglich, dass es sich beim Verfasser des Carmen um einen königsfreundlichen Sachsen gehandelt hat, der nach karolingischem Vorbild sein Volk wieder mit dem König aussöhnen wollte.
Das Epos ist handschriftlich nur in einer Abschrift des 16. Jahrhunderts überliefert. Georg Heinrich Pertz hatte 1851 erstmals dem wissenschaftlichen Publikum das Gedicht vorgestellt und seine Herkunft im Humanismus verortet. Doch konnte an gewissen Eigenarten der Abschrift gezeigt werden, dass ihr eine Handschrift aus dem ausgehenden 11. Jahrhundert oder beginnenden 12. Jahrhundert zugrunde gelegen haben muss. Nach gängiger Forschungsmeinung ist das Gedicht spätestens zum Jahreswechsel 1075/76 fertiggestellt worden.

## Werkausgaben
- Franz-Josef Schmale, Irene Schmale-Ott: Quellen zur Geschichte Kaiser Heinrichs IV. Lateinisch und deutsch. Wissenschaftliche Buchgesellschaft, Darmstadt 2006 (Ausgewählte Quellen zur deutschen Geschichte des Mittelalters Freiherr vom Stein-Gedächtnisausgabe; 12). 5. Aufl., unveränd. Nachdr. der 4. Aufl., Darmstadt 2006, ISBN 3-534-19876-X. (enthält das Carmen de bello saxonico. Das Lied vom Sachsenkrieg (S. 143–189))